# Ragenold de Neustrie
Ragenold ou Raino, tué en 885, fut comte d'Herbauges de 852 à 885, et comte du Maine et marquis de Neustrie de 878 à 885. Sa filiation n'est pas fixée, mais il pourrait être fils du comte Renaud d'Herbauges.

## Biographie
En 852, il bat les Vikings à la bataille de Brillac avec le comte de Poitiers Ramnulf,.
Lorsque Charles le Chauve crée en 861 les marches de Neustrie et en confie une à Adalard, il s'allie avec ses parents rorgonides au roi Salomon de Bretagne, et se révolte. Ils ne firent leur soumission qu'en 865, quand le roi retire la marche de Neustrie à Adalard pour la confier au Rorgonide Gauzfrid du Maine. 
En 878, à la mort de Gauzfrid, ce fut à Ragenold que le roi confia cette marche de Neustrie, ainsi que le comté du Maine, les fils de Gauzfrid étant trop jeunes pour succéder à leur père.
Le 25 juillet 885, les Vikings pillèrent la ville de Rouen. Ragenold se porta au secours de la ville et les surprit occupés à piller. Il est tué au cours de l'engagement[réf. nécessaire].

## Sources
- Onomastique et Parenté dans l'Occident médiéval, Oxford, Linacre College, Unit for Prosopographical Research, coll. « Prosopographica et Genealogica / 3 », 2000, 310 p. (ISBN 1-900934-01-9) :
  - Hubert Guillotel, « Une autre marche de Neustrie ».
  - Christian Settipani, « Les origines des comtes de Nevers ».